# المتعاقد (فلم 2007)
المتعاقد (بالإنجليزية: The Contractor) هو فيلم أكشن أمريكي من بطولة ويسلي سنايبس، إيليزا بينيت، لينا هيدي ورالف براون. صدر الفليم في 10 يوليو 2007.

## روابط خارجية
مقالات تستعمل روابط فنية بلا صلة مع ويكي بيانات